# Confessions d'une accro du shopping
 (décembre 2023).
Pour plus de détails, voir Fiche technique et Distribution.
Confessions d'une accro du shopping (Confessions of a Shopaholic) est un film américain réalisé par P. J. Hogan en 2009, d'après  l'ouvrage éponyme de Sophie Kinsella. Sophie Kinsella a aidé à transposer son héroïne à l'écran tout au long du tournage, en qualité de productrice associée et de consultante dans le but de rester le plus fidèle possible à l'esprit du roman.

## Synopsis
Manhattan. Vive et charmante, Rebecca Bloomwood est journaliste et travaille depuis cinq ans pour un magazine spécialisé dans le jardinage. Toutefois son rêve est d'intégrer le magazine de mode Alette. Elle vit en colocation avec sa meilleure amie, Suze, qui prépare son mariage avec son fiancé Tarquin. Parallèlement à son métier, Rebecca est une acheteuse compulsive, ayant une dizaine de cartes de crédit. Mais elle reçoit une lettre disant qu'elle a 9 000 dollars de découvert à la banque. De plus, le magazine où elle travaille ferme et elle perd donc son emploi.
Le jour où elle va passer une entrevue pour travailler à Alette, elle voit un foulard vert et veut se l'acheter. Mais sa carte de crédit est refusée et elle demande au stand de hot-dog de lui avancer 20 dollars, disant qu'elle doit acheter un foulard pour sa tante malade. C'est finalement un client qui lui offre ces 20 dollars. La place qu'elle ambitionnait a été prise mais le réceptionniste lui dit qu'il a y un poste à prendre dans un magazine d'économie, Réussir votre épargne.
Elle va à l'entrevue et il s'avère que le patron de ce magazine, Luke Brandon, est le client du stand qui lui a donné 20 dollars. Rebecca cache le foulard mais l'entretien d'embauche se passe mal. De plus, l'assistante de Luke arrive et lui donne son écharpe, croyant qu'elle l'a laissé tomber.
Frustrée, elle écrit, ivre, avec Suze, deux lettres : l'une pour Alette, qui est un article, et l'autre, une lettre pour Réussir votre épargne. Elle les poste, mais il s'avère que l'article pour Alette est reçu par le magazine financier et vice-versa. Elle parvient à récupérer la lettre assassine chez Alette après s'être cachée dans les vêtements.
Luke l'appelle, il a adoré l'article et l'engage. À la suite d'un malentendu, elle devient journaliste financière pour une chronique sous le pseudonyme de La Fille au foulard vert, qui obtient un grand succès. Or, elle est incapable de gérer son argent, ce qui la place dans une situation délicate, étant menacée par un créancier et devant aller à une réunion d'acheteurs compulsifs anonymes, qu'elle cherche à cacher à son nouveau patron et à ses proches. Mais elle va tomber amoureuse et pas de n'importe qui.

## Comparaison du roman et du synopsis du film
Confessions d'une accro du shopping (Confessions of a Shopaholic) est donc le titre d'un film américain réalisé par P. J. Hogan en 2009, d'après l'ouvrage de Sophie Kinsella et avec sa collaboration.
Isla Fisher interprète le rôle de Becky, Hugh Dancy, celui de Luke Brandon et Krysten Ritter celui de Suze. Le film s'est recentré sur certains éléments narratifs du roman, en éludant radicalement d'autres et intégrant à la place des éléments des livres suivants de la série[source secondaire nécessaire].

## Fiche technique
- Titre : Confessions d'une accro du shopping[2]
- Titre original : Confessions of a Shopaholic
- Réalisation : P. J. Hogan
- Scénario : Tracey Jackson, Tim Firth et Kayla Alpert, d'après les romans Confessions of a Shopaholic et Shopaholic Takes Manhattan, de Sophie Kinsella
- Musique : James Newton Howard
- Directeur de la photographie : Jo Willems
- Montage : William Goldenberg
- Distribution des rôles : Denise Chamian et Julie Schubert
- Création des décors : Kristi Zea
- Direction artistique : Paul D. Kelly
- Décorateur de plateau : Alyssa Winter
- Création des costumes : Patricia Field
- Producteur : Jerry Bruckheimer
- Producteurs exécutifs : Ronald M. Bozman, Chad Oman et Mike Stenson
- Producteur associé : Melissa Reid
- Directeur de production :
  - Superviseur de production : Fabio M. Arber
  - Superviseur post-production : Tami Goldman
  - Manager de production : Harvey Waldman
- Sociétés de production : Touchstone Pictures et Jerry Bruckheimer Films
- Sociétés de distribution :
  -  États-Unis : Walt Disney Studios Motion Pictures (cinéma), Touchstone Home Video (DVD et Blu-Ray)
  -  France : Walt Disney Studios Motion Pictures France (cinéma), Touchstone Home Entertainment (DVD et Blu-E)
- Budget : 40 000 000 $[3]
- Langues : anglais, finnois
- Genre : Comédie romantique
- Pays :  États-Unis
- Durée : 104 minutes
- Dates de sortie en salles :
  -  États-Unis : 5 février 2009 (première à New York)
  -  Russie,  Thaïlande : 12 février 2009
  -  États-Unis,  Canada : 13 février 2009
  -  Belgique : 18 mars 2009
  -  France : 20 mai 2009
- Dates de sortie en vidéo :
  -  États-Unis : 23 juin 2009 (DVD et Blu-Ray)
  -  France : 14 octobre 2009 (DVD et Blu-Ray)

## Distribution
Légende : VF : Voix françaises VQ : Voix québécoises
- Isla Fisher (VF : Céline Mauge ; VQ : Karine Vanasse) : Rebecca Bloomwood
- Hugh Dancy (VF : Rémi Bichet ; VQ : Martin Watier) : Luke Brandon
- Krysten Ritter (VF : Elisabeth Ventura ; VQ : Aline Pinsonneault) : Suze Cleath-Stuart
- Joan Cusack (VF : Martine Meiraghe ; VQ : Élise Bertrand) : Jane Bloomwood
- John Goodman (VF : Jacques Frantz ; VQ : Yves Corbeil) : Graham Bloomwood
- John Lithgow (VF : Jean-Pierre Leroux ; VQ : Guy Nadon) : Edgar West
- Kristin Scott Thomas (VF : Micky Sebastian ; VQ : Anne Dorval) : Alette Naylor
- Fred Armisen (VF : Bernard Gabay ; VQ : Patrice Dubois) : Ryan Koenig
- Leslie Bibb (VF : Valérie Siclay ; VQ : Catherine Hamann) : Alicia Billington
- Lynn Redgrave (VQ : Madeleine Arsenault) : Lady Mansfield, la dame ivre à la fête
- Robert Stanton (VF : Frédéric Popovic) : Derek Smeath
- Julie Hagerty : Hayley, la secrétaire de bureau de Luke
- Nick Cornish : Tarquin
- Wendie Malick (VF : Frédérique Tirmont) : Miss Korch
- Clea Lewis : Miss Ptaszinski
- Stephen Guarino (VF : Sébastien Desjours) : Allon
- Tuomas Hiltunen : Jani Virtanen
- Yoshiro Kono : Ryuichi
- John Salley (VF : Daniel Lobé) : D. Freak
- Lennon Parham : Joyce
- Christine Ebersole : TV Show Host
- Michael Panes : Russell
- Kaitlin Hopkins : Event Planner
- Katherine Sigismund : Claire
- Alexandra Balahoutis : Prada Manager
- Elizabeth Riley : Prada Store Shopper
- Madeleine Rockwitz : Rebecca, à 8 ans
- Tommy Davis : Jani's Colleague
- Andy Serwer : M.. Lewis
- Kelli Barrett : Girl in Black / Talking Mannequin
- Kristen Connolly : Girl in Pink
- Paloma Guzmán : Svelte Manhattanite #1
- Ilana Levine : Svelte Manhattanite #2
- Lenora May : la mère de Suze
- Ed Crescimanni : le père de Suze
- Susan Blommaert : Charity Store Orla
- Jenn Harris : Christy
- Matt Servitto : Head Waiter
- Jennifer Kim : Denny & George Clerk
- Ginifer King : Woman Candidate
- Steve Greenstein : le vendeur de hot-dog
- Bill Corsair : le patron du stand de hot-dog
- Heidi Kristoffer : Alette Girl #1
- Kate Simses : Alette Girl #2
- Claire Lautier : Sample Sale Competitor
- Brandi Burkhardt (en) : Sample Sale Worker
- Denicia Marie Jefferson : Sample Sale Security #1
- Renée Victor : Bag Lady
- Scott Evans : Chad, the Mail Clerk
- Asmeret Ghebremichael : Alette Receptionist
- Chris P. Bachman : Mailroom Clerk
- Peter Kapetan : Gin and Tonic Guy
- Jim Holmes : Comintex CEO
- Claudia Rocafort : businesswoman
- Molly Regan : assistant de Smeath
- Rose Rosconi : Swap Meet Vendor
- Robin E. Billson : Swap Meet Vendor #2
- Richard G. Batista : Swap Meet Vendor #3
- Maeve Yore : Wedding Planner
- Ptolemy Slocum : Borders Assistant #1
- Jenny Powers : Borders Assistant #2
- Vinci Alonso : Prada Salesperson
- Jennifer Smith : Sara
- Gonzalo Escudero : Alette's Date
- Tim Ware : Fund Manager
- Anjali Bhimani : Girl #1
- Jonathan Tisch : Bank Lender
- Shonn Wiley : Good-Looking Guy
- Brad Aldous : Alicia's Friend at Party
- Annie Chadwick : Mrs. Edgar West
- Laurie Cole : la petite amie de Ryan Koenig
- Kara Jackson : Woman Hit with Fish
- Yadira Santana : Fan Vending Lady
- Charles De La Rosa : Barman
- Jordyn Taylor Wilsea : Little Girl at Borders
- Harvey Waldman et Howard Samuelsohn : Advertising Execs
- Marceline Hugot : Saleswoman
- Abby Lee, Caitlin McColl et Marie-Pierre Beausejour : les demoiselles d'honneur
- Beatrice Miller, Peyton Roi List et Isabella Palmieri : les filles au magasin
- Anthony Correa : Business Man (non crédité)
- Ed Helms : Garret E. Barton (non crédité)

## Réception

### Critique
Confessions d'une accro du shopping a, en général, reçu des critiques négatives. Le 6 mars 2009, le film détient un score moyen de 38 sur 100 sur la base de 30 commentaires sur le site Web Metacritic. Sur Rotten Tomatoes, le film obtient le pourcentage de 23 %, sur la base de 113 commentaires, disant même « Cette comédie romantique médiocre sous-utilise un casting talentueux et offre des messages confus sur le matérialisme et la consommation ostentatoire ». Seule Isla Fisher a obtenu de bonnes critiques.
En France, le film a également obtenu des critiques mitigées : si 20 minutes trouve que le « charisme [de Isla Fisher] porte cette adaptation d'un best-seller dans la lignée du Diable s'habille en Prada », le magazine Elle dit « que les situations cocasses s'enchaînent à un rythme fou » et qu'« Isla Fisher illumine l'écran de son énergie » et Metro trouve que le film est une « adaptation gentillette » et « est plus taillé pour répondre au climat économique actuel. Le message est clair : Achetez moins. » D'autres, comme TéléCinéObs, Première et Paris Match, qui le comparent au Diable s'habille en Prada, y trouvent des défauts, voire l'éreintent.
Mais avec du recul, le film a connu des lectures plus approfondies et des critiques plus nuancées et favorables, notamment, dès 2009, celle de Dana Stevens de Slate, puis en 2021 celle de Lauren Pinnington dans le Guardian.

### Box-office
| Pays                  | Box-office          | Nbre de sem. | Source |
| Box-office États-Unis | 44 277 350 dollars  | 15 sem.      |        |
| Box-office France     | 459 303 entrées     | 7 sem.       |        |
| Box-office Mondial    | 108 333 222 dollars | ? sem.       |        |

En France, Confessions d'un accro du shopping  s'est classé cinquième du box-office dès sa première semaine d'exploitation avec 207 149 entrées sur 288 copies, derrière La Nuit au musée 2, Anges et Démons, Étreintes brisées et Millénium, le film. Mais la semaine suivante, le film descend de deux places (8e), avec 323 367 entrées cumulées des deux semaines, perdant sa 6e place au profit de deux films sortis dans la semaine,, avant de chuter à la 11e et à la 16e place, finissant son exploitation avec 459 297 entrées soit moins d'un demi-million. Il n'aura obtenu en fin de compte qu'un demi-succès en salle.
A titre de comparaison, parmi les films sortis en 2009, le nouveau film du réalisateur canadien James Cameron, Avatar, atteint près de 15 millions d'entrées au box-office en France, ce qui n'était d'ailleurs jamais arrivé pour un film de science-fiction. Very Bad Trip comédie américano-allemande réalisée par Todd Phillips, qui a été considéré comme un succès, a dépassé en France les 2 millions d'entrées.
Au box-office américain, sur son premier week-end avant le Presidents Day, le film s'est classé quatrième du box-office derrière Taken, Ce que pensent les hommes et Vendredi 13, avec 15 054 000 dollars sur une combinaison de 2 507 salles avec une moyenne de 6 005 dollars. Le 22 mai 2009, Confessions d'une accro au shopping a rapporté 44 277 350 dollars au box-office national, tandis que son box-office mondial est de 106 904 619 dollars ; Very Bad Trip a, lui, atteint 469 310 386 $.

## Bande originale du film
| Bande originale du film | Bande originale du film     | Bande originale du film        | Bande originale du film | Bande originale du film | Bande originale du film | Bande originale du film | Bande originale du film | Bande originale du film | Bande originale du film |
| No                      | Titre                       | Performer                      | Durée                   |                         |                         |                         |                         |                         |                         |
| ----------------------- | --------------------------- | ------------------------------ | ----------------------- | ----------------------- | ----------------------- | ----------------------- | ----------------------- | ----------------------- | ----------------------- |
| 1.                      | Accessory                   | Jordyn Taylor                  | 3:06                    |                         |                         |                         |                         |                         |                         |
| 2.                      | Fashion                     | Lady Gaga                      | 2:51                    |                         |                         |                         |                         |                         |                         |
| 3.                      | Blue Jeans                  | Jessie James and the Odd Balls | 3:56                    |                         |                         |                         |                         |                         |                         |
| 4.                      | Uncontrollable              | Adrienne Bailon                | 3:30                    |                         |                         |                         |                         |                         |                         |
| 5.                      | Calling You                 | Kat DeLuna                     | 3:20                    |                         |                         |                         |                         |                         |                         |
| 6.                      | Stuck with Each Other       | Shontelle feat. Akon           | 3:20                    |                         |                         |                         |                         |                         |                         |
| 7.                      | Unstoppable                 | Kat DeLuna                     | 3:49                    |                         |                         |                         |                         |                         |                         |
| 8.                      | Big Spender                 | Adrienne Bailon                | 3:49                    |                         |                         |                         |                         |                         |                         |
| 9.                      | Bad Girl                    | The Pussycat Dolls             | 2:27                    |                         |                         |                         |                         |                         |                         |
| 10.                     | Again                       | Natasha Bedingfield            | 3:57                    |                         |                         |                         |                         |                         |                         |
| 11.                     | Takes Time to Love          | Trey Songz                     | 2:45                    |                         |                         |                         |                         |                         |                         |
| 12.                     | Girls Just Want to Have Fun | Greg Laswell                   | 2:37                    |                         |                         |                         |                         |                         |                         |
| 13.                     | Don't Forget Me             | Macy Gray                      | 2:37                    |                         |                         |                         |                         |                         |                         |
| 14.                     | Shopaholic Suite            | James Newton Howard            | 4:40                    |                         |                         |                         |                         |                         |                         |
| 46:44                   |                             |                                |                         |                         |                         |                         |                         |                         |                         |

## Autour du film
- Le film fut tourné du 4 février au 12 mai 2008 dans le Connecticut, en Floride et à New York, les reshoots ont été tournés à New-York les 24 et 28 novembre 2008.
- Il s'agit du dernier film au cinéma de l'actrice Lynn Redgrave.
- Reese Witherspoon, Jessica Alba, Jessica Biel, Anne Hathaway, Emily Blunt, Kirsten Dunst, Katie Holmes, Rachel McAdams, Amanda Seyfried et Lindsay Lohan ont été pressenties pour incarner Rebecca Bloomwood. Witherspoon a refusé le rôle, car le personnage ressemblait trop à son personnage d'Elle Woods dans La Revanche d'une blonde, sorti en 2001[14].
- Bien qu'elles jouent mère et fille à l'écran, Joan Cusack et Isla Fisher ont quatorze ans d'écart.